# Порт Лајонс (Аљаска)
Порт Лајонс (енгл. Port Lions) град је у америчкој савезној држави Аљаска.

## Демографија
По попису из 2010. године број становника је 194, што је 62 (-24,2%) становника мање него 2000. године.
| Група             | 2000.      | 2010.      |
| Белци             | 87 (34,0%) | 68 (35,1%) |
| Афроамериканци    | 0 (0,0%)   | 0 (0,0%)   |
| Азијати           | 0 (0,0%)   | 5 (2,6%)   |
| Хиспаноамериканци | 5 (2,0%)   | 3 (1,5%)   |
| Укупно            | 256        | 194        |